# Атлантическая прибрежная пустыня

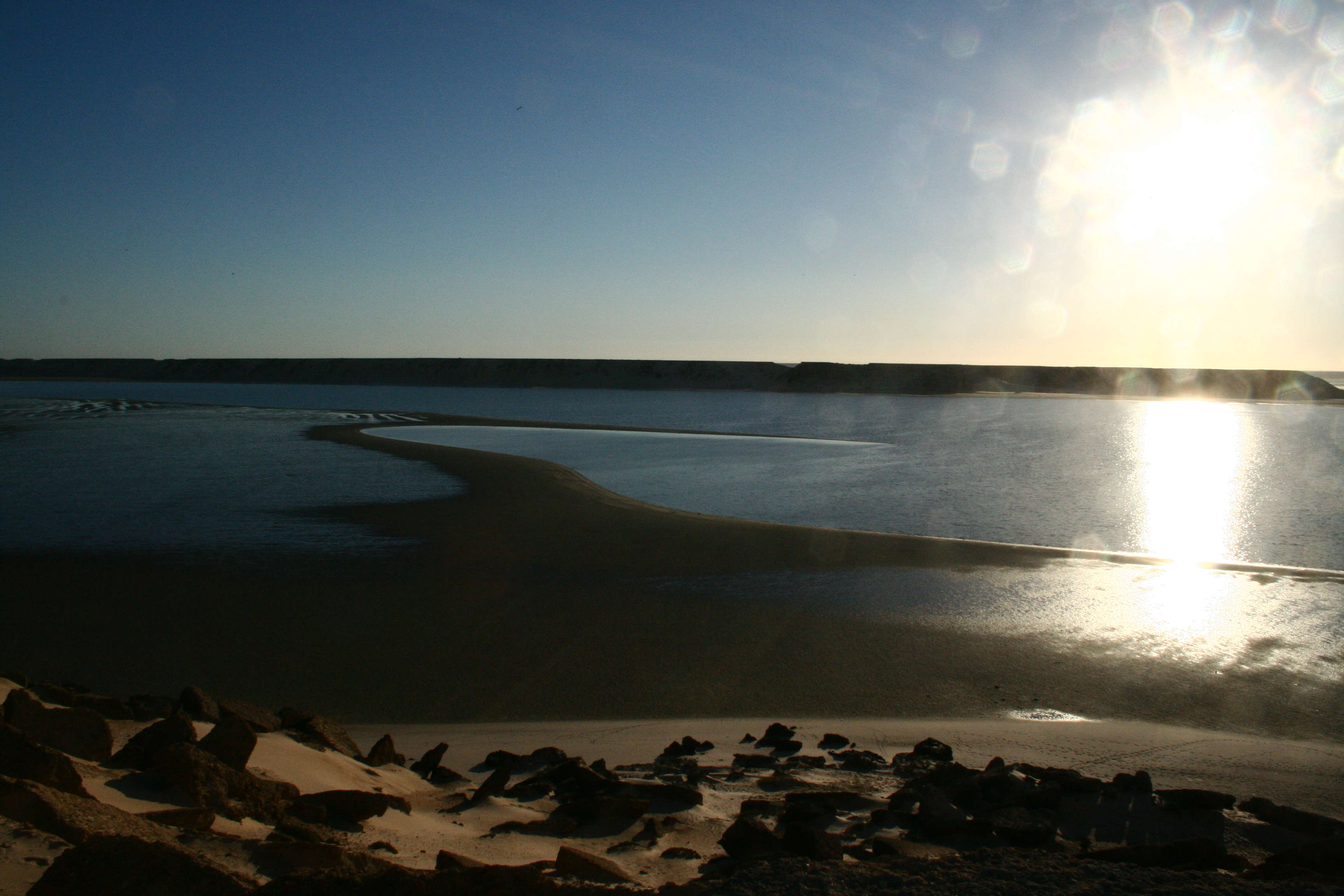
Пустыня в Дахле, в Западной Сахаре

Атлантическая прибрежная пустыня (араб. صحراء الأطلسي الساحلية‎, исп. Desierto costero atlántico, фр. Désert côtier atlantique) — самый западный экорегион в пустыне Сахара, в Северной Африке. Занимает узкую полосу вдоль побережья Атлантического океана. Здесь часто происходит мгла, создаваемая прохладным Канарским течением в прибрежных водах. Влажность достаточна для того, чтобы здесь росли лишайники, суккуленты и кустарники.

## Расположение
Площадь региона — 39 900 км², он расположен в Западной Сахаре и Мавритании.  На западе омывается Атлантическим океаном, на востоке, севере и юге расположены другие регионы.

## Климат
Прохладное океанское течение обеспечивает стабильное состояние атмосферы в пустыне. Это приводит к понижению количества осадков. Климат сухой: около 30 мм осадков за год выпадает в Дахле, в Нуадибу — около 40 мм. На некоторых территориях несколько лет может не быть дождя. Климат — солнечный, солнце освещает территорию 3200 часов в год. Однако климат чуть менее солнечный, чем в других частях пустыни (из-за тумана). Воздух довольно влажный, относительная влажность, как правило, превышает 60%, однако в глубине пустыни она снижается до 30%, причём она может быть ещё ниже. Температуры ниже, чем в других частях пустыни, может быть как тепло, так и крайне жарко. Среднесуточная температура — 20 °C (68 °F, данные приведены для Дахлы). Средний максимум температуры в Дахле — 27 °C (80,6 °F), средний минимум — 13 °C (55,4 °F).